# Murexide
La murexide (o muresside o porporato d'ammonio) è un sale d'ammonio dell'acido purpurico molto noto come indicatore metallocromico.
A temperatura ambiente si presenta come un solido marrone scuro inodore e, dato che in soluzione questo indicatore non è stabile, viene utilizzato in miscela solida polverizzata con cloruro di sodio. La murexide anidra è di colore viola rossastra. 
Il viraggio è segnalato dal cambiamento di colore dal rosso, nella forma legata al metallo oggetto della titolazione, al violetto.

## Preparazione
Può essere preparato dall'alloxantina per riscaldamento con gas d'ammoniaca a 100 °C, o bollendo l'uramile con l'ossido mercurico. W.N. Hartley, trovando difficoltà nell'ottenere esemplari di murexide sufficientemente pura, ha inventato un nuovo metodo di preparazione. In questo processo l'alloxantina è dissolta in grande eccesso di alcool assoluto all'ebollizione ed il gas anidro dell'ammoniaca è fatto passare nella soluzione per circa tre ore. La soluzione è quindi filtrata e la murexide che precipitata è lavata con alcool assoluto ed è asciugata. Il sale ottenuto in questo modo è il prodotto anidro. Può anche essere preparato digerendo l'alloxantina con ammoniaca alcolica a 78 °C; il solido viola formato è facilmente solubile in acqua e la soluzione prodotta è indistinguibile da una di murexide.

## Usi
La murexide è usata spesso in chimica analitica come indicatore complessometrico per le titolazioni degli ioni del calcio, ma anche per i metalli del Cu, Ni, Co, Th e delle terre rare in genere come avviene per il Nero eriocromo T. Date le modiche quantità necessarie a questo fine, è usata spesso in una miscela di 1:250 con il solfato di potassio.
Per l'analisi del calcio il pH richiesto è 11,3, mentre l'intervallo di rilevazione si trova fra 0,2-1,2 ppm e la lunghezza d'onda massima di capacità di assorbimento è 506 nm.
La murexide ed il colore rosso metilico sono studiati come promotori di distruzione delle sostanze idrocarburiche clorurate quali inquinanti.